# Нефтеюганск
Нефтеюганск (на руски: Нефтеюганск) е град в Ханти-Мансийски автономен окръг, Русия, административен център на Нефтеюгански район. Населението на града през 2020 година е 127 255 души.

## География
Нефтеюганск се намира в централната част на Западносибирската равнина, в югоизточната част на Ханти-Мансийски автономен окръг. Градът е разположен на южния ръкав река Об (Юганска Об), близо до по-големия град Сургут. Намира се върху остров между двата ръкава.

## История
На 22 юни 1961 г. на брега на Юганска Об близо до селището Уст-Балик слиза отряд геолози, които създават ново геоложко селище. На 15 октомври същата година бликва първият нефт в района. През следващите дни са намерени още нефтени фонтани с голям дебит. Така селището на геолозите започва бурно да се разраства.
На 16 октомври 1967 г. с указ на Президиума на Върховния съвет на РСФСР селището Нефтеюганск е превърнато в град. Към края на 1960-те години са построени първите каменни домове и започва строителството на големия нефтопровод Самотлор – Уст-Балик – Тюмен – Уфа – Алметевск.
През 1980 г. е създаден Нефтеюгански район, администриран от град Нефтеюганск. На 3 ноември 1984 г. е открит мост над Юганска Об, а на 16 септември 2000 г. е открит и мост над Об.
На 26 юни 1998 г. е застрелян кмета на града Владимир Петухов. През 2014 г. в негова памет е открит бронзов бюст в града.

## Население
Към 2010 г., етническият състав на града включва: 63,43% руснаци, 10,11% татари, 5% украинци, 2,35% башкири, 2,2% азербайджанци.
| 1959    | 1970    | 1979    | 1989    | 2002    | 2009    | 2010    |
| ------- | ------- | ------- | ------- | ------- | ------- | ------- |
| 600     | 19 675  | 52 393  | 93 930  | 107 830 | 117 262 | 122 855 |
| 2012    | 2014    | 2016    | 2018    | 2020    |         |         |
| 125 173 | 125 850 | 125 368 | 126 998 | 127 255 |         |         |

## Икономика
Разработват се 26 нефтени находища около града. Освен добиването на горива, развити са строителството, хранителната промишленост, земеделието (зеленчуци, картофи, горски плодове) и животновъдството (едър рогат добитък, свине, зайци, птици).

## Транспорт
Градски транспорт е осигуряван от 10 автобусни линии. Речно пристанище свързва града със Сургут и Ханти-Мансийск.
Въпреки че Нефтеюганск разполага с летище, в днешно време то не се използва, а градът се обслужва от летището на Сургут.